# Erich Feiler
Erich Feiler (* 21. April 1882 in Breslau; † 16. März 1940 in London) war ein deutscher Zahnmediziner.

## Leben und Tätigkeit
Feiler war ein Sohn des Kaufmanns Louis Feiler (* 1891) und ein Bruder von Arthur Feiler. Nach dem Schulbesuch studierte er Medizin. 1903 erhielt er in Breslau seine zahnärztliche Approbation. 1905 wurde er in Heidelberg promoviert. Anschließend war er als Assistent in Heidelberg, Hamburg, Köln und Breslau. 1912 wurde Feiler in Breslau für Zahnheilkunde habilitiert.
Von 1914 bis 1917 nahm Feiler am Ersten Weltkrieg teil. 1917 wurde er als außerordentlicher Professor an die Königliche Universität zu Frankfurt am Main gerufen, wo er bis 1934 lehrte und als Nachfolger von Schäffer-Stuckert die Zahnklinik Carolinum leitete.
Nach der Machtergreifung der Nationalsozialisten im Jahr 1933 wurde Feiler aufgrund seiner nach nationalsozialistischer Definition (er selbst bekannte sich zum Protestantismus) jüdischen Abstammung 1934 zwangsweise in den Ruhestand versetzt. Er emigrierte nach London, wo er sich als Zahnarzt niederließ.
Von den nationalsozialistischen Polizeiorganen wurde Feiler nach seiner Emigration als Staatsfeind eingestuft: Kurz nach seinem Ableben setzte ihn das Reichssicherheitshauptamt in Berlin im Frühjahr 1940 irrtümlich auf die Sonderfahndungsliste G.B., ein Verzeichnis von Personen, die im Falle einer erfolgreichen deutschen Invasion Großbritanniens durch die Sonderkommandos der SS-Einsatzgruppen mit besonderer Priorität ausfindig gemacht und verhaftet werden sollten.
Feilers Forschungsschwerpunkt waren die konservierende Zahnheilkunde, die Physiologie der Zähne und die Parodontose.

## Schriften
- Über die bei Erkrankungen der Zähne auftretenden Reflexzonen der Gesichts- und Kopfhaut. 1905.
- Die sogenannte circuläre Caries. Ein Beitrag zur Pathogenese der Zahncaries. 1913.
- Zahnarzt im Felde. 1916.
- Leitfaden des Phantomkurses der konservierenden Zahnheilkunde. 1919.
- Leitfaden zur Wurzelbehandlung. 1921.